# Immortal Technique
Immortal Technique, pseudonimo di Felipe Coronel (Lima, 19 febbraio 1978), è un rapper e attivista peruviano naturalizzato statunitense.
È cresciuto ad Harlem, New York. La maggior parte dei suoi testi è focalizzata su argomenti di tipo politico. Il punto di vista che esprime è una commistione di argomenti legati a politica, povertà, religione, razzismo e differenza di classe. Altro argomento chiave della sua produzione è rappresentato dalla rappresentazione della realtà difficile degli slums di New York.
Nonostante in passato gli sia stato offerto più di un contratto discografico dalle major, Immortal Technique non ha mai firmato con nessuna di esse, adducendo il motivo che preferiva mantenere il completo controllo sulla propria produzione musicale, cosa che non avrebbe potuto fare sotto una major e preoccupato dall'idea che fosse la major e non l'artista ad ottenere i maggiori vantaggi dai meccanismi di produzione di massa.

## Biografia
Felipe Coronel nasce il 19 febbraio del 1978 all'ospedale militare di Lima. Due anni dopo, nel 1980, la famiglia lascia il Perù per Harlem, New York, nel tentativo di lasciare un Perù squassato dai conflitti interni. Durante l'adolescenza Felipe trascorre diverso tempo in carcere e viene arrestato diverse volte. In seguito inizia a farsi strada nel sottobosco musicale newyorchese, affermandosi soprattutto per le doti di freestyler.

### "Revolutionary", Volume 1 e 2
Nel 2001 esce il primo album di Immortal Technique, dal titolo  Revolutionary Vol. 1. L'album è completamente autoprodotto, esce senza nessun tipo di supporto da parte delle etichette discografiche, pagato dallo stesso artista grazie ai proventi ottenuti dalla vittoria in vari contest di freestyle..  Nel novembre 2002 The Source gli dedica spazio nell'"Unsigned Hype", una rubrica mensile che si occupa di segnalare artisti meritevoli ancora senza un contratto discografico. L'anno successivo la canzone dal titolo "Industrial Revolution", contenuta nel suo secondo album gli vale un  "Hip Hop Quotable" su The Source. Immortal Technique è l'unico rapper nella storia ad avere ottenuto questo riconoscimento prima ancora di trovare un'etichetta discografica. Il secondo album dell'artista, Revolutionary Vol. 2 esce nel 2003 per Viper Records/Nature Sounds e viene distribuito sia in versione CD sia su doppio vinile. Nel 2004 la Viper Records e, nel 2005,  la Babygrande Records ristampano, Revolutionary Vol. 1, il disco di debutto di Immortal Technique, permettendo ad una audience più vasta di conoscere l'album.

### "Bin Laden"

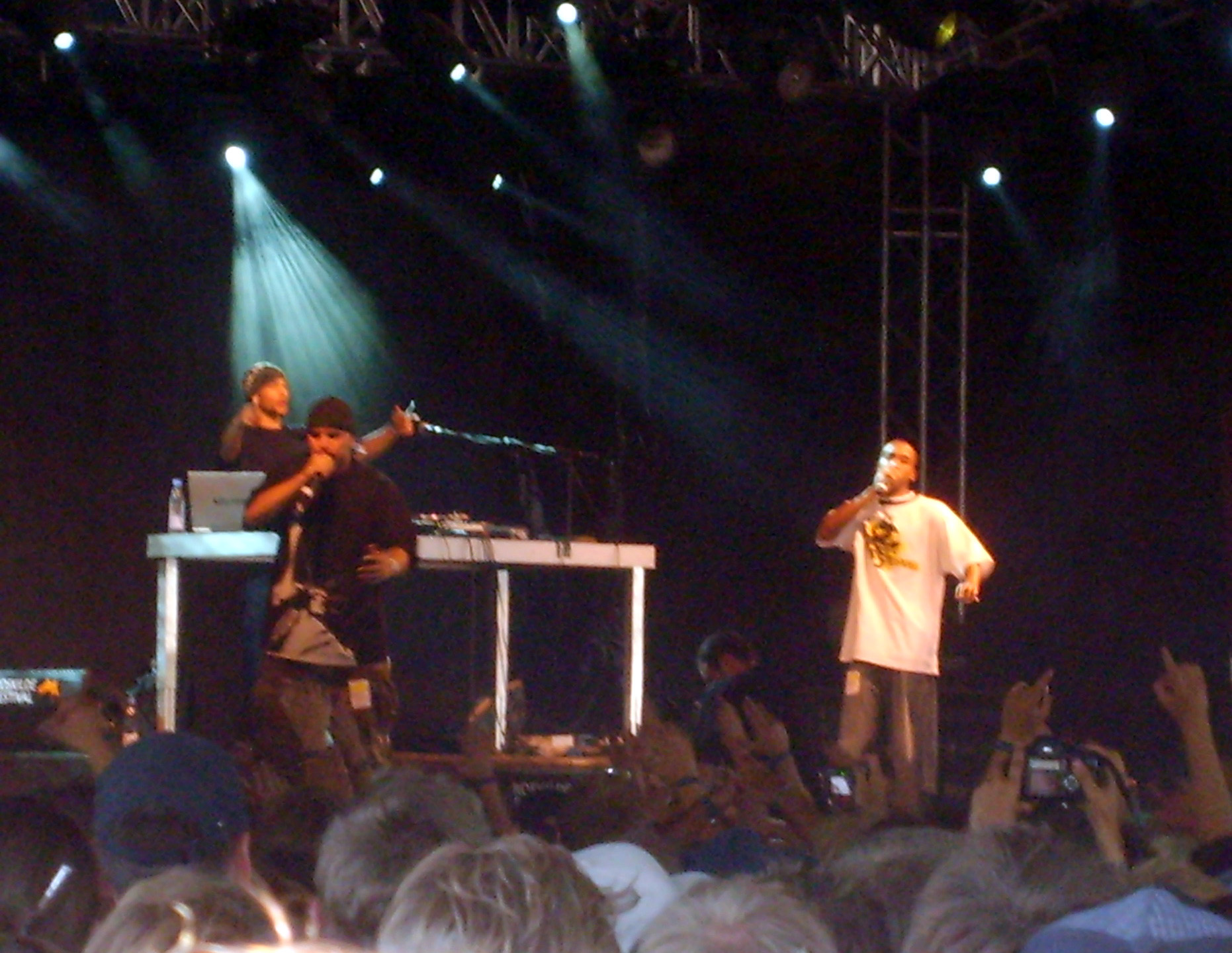
Immortal Technique (a sinistra) al Roskilde Festival, nel 2006.

Prima della campagna elettorale per le presidenziali, nel novembre 2004, la canzone "Bin Laden", (conosciuta anche con il titolo di  'Tell The Truth') con Mos Def (e più tardi con il featuring di Eminem) e prodotta da DJ Green Lantern, si fa strada su Shade 45: Sirius Bizness. Ci vogliono comunque almeno sei mesi perché venga distribuita in modo ufficiale su 12" pollici nell'estate del 2005. Il singolo contiene anche un remix, che vede la partecipazione della leggenda dell'hip hop newyorchese Chuck D dei Public Enemy e di KRS-One. Il testo della canzone si snoda intorno alla teoria che George W. Bush e le precedenti amministrazioni repubblicane siano in gran parte responsabili per gli attacchi dell'11 settembre 2001.  Bush rispose dicendo che le responsabilità non potevano essere imputate ad un soggetto particolare. Immortal Technique rispose, sul sito (9/7/05 news post), "I wrote in "The Cause of Death" that Bush was not responsible directly, that he didn't plan 9/11, but he and his definitely benefited from the end result of all those people dying.", ovvero che non aveva mai sostenuto il coinvolgimento diretto del presidente nella progettazione degli attacchi ma che certamente lui e la sua amministrazione avevano beneficiato del numero di morti legati alla tragedia. Il terzo disco di Immortal Technique, The 3rd World uscì il 24 giugno 2008.

## Visione sociopolitica
Immortal Technique non ha mai nascosto ai suoi ascoltatori le proprie opinioni politiche, sulla società e sulla religione. Molte delle sue idee si possono collegare alle teorie del socialismo, come si può capire da diverse canzoni, da "The Poverty of Philosophy" a Revolutionary Vol. 1, riferimento al libro scritto da Karl Marx. Tra gli eventi politici e sociali, nelle sue canzoni trovano spazio temi come l'assassinio di Fred Hampton, membro influente delle Black Panthers da parte dell'FBI, l'11 settembre, l'assassinio di Amadou Diallo da parte dell'NYPD, i diritti dei palestinesi in Israele, e l'assassinio del leader rivoluzionario Che Guevara per mano della CIA. Immortal Technique ama descriversi come un "guerrigliero socialista", ispirato dalla storia e da personalità politiche come quelle di Malcolm X, Che Guevara, César Chávez, Augusto César Sandino, Marcus Garvey e Túpac Amaru II.

## Album
- 2001: Revolutionary Vol. 1
- 2003: Revolutionary Vol. 2
- 2008: The 3rd World
- 2011: The Martyr

## Collaborazioni
- 2002: Dj Next - Back to the Grill
- 2002: WSOU - The Best of Over Ya Head Volume 1
- 2002: C-Rayz Walz - Singular Plurals
- 2003: Dj JS-One - Ground Original
- 2003: Pumpkinhead - Beautiful Mind
- 2003: Various - The Mic Planet Sessions
- 2003: Soul Purpose - Breaking Records
- 2004: Various - Baadasssss!
- 2004: Dj Green Lantern - Shade 45: Sirius Bizness Mixtape
- 2004: Outerspace - Blood and Ashes
- 2004: Pack FM - Featured Material Vol. 3
- 2004: Scram Jones - Loose Cannons: The Mixtape
- 2004: Clinton Sparks & Dj Warrior - Coast Control Vol. 1
- 2004: Block McCloud - I Was Drunk When I Made This
- 2004: Stronghold - Mixtape Volume 2
- 2004: Catch 22 - It's a New Day
- 2004: Sabac Red - Sabacolypse (A Change Gon' Come)
- 2004: W.A.S.T.E.L.A.N.D.S. - Wastelands Presents Guests of Honor
- 2005: DJ Green Lantern - Sirius Bizness Wax
- 2005: Chuggo - Act Like You Might Know
- 2005: Molemen, Inc. - Radio Freestyles
- 2005: Bidwhist - WBID Radio Volume One
- 2005: DJ Green Lantern - Invasion Wax Vol. 2
- 2005: Pumpkinhead - Orange Moon Over Brooklyn
- 2006: DJ GI Joe & Blowout - Underworld Vol. 1
- 2006: CunninLynguists - A Piece of Strange
- 2006: Dj Green Lantern - Alive On Arrival
- 2006: Ikeyes - Brooklyn Legends Vol. 1
- 2006: Poison Pen - Pick Your Poison
- 2006: DJ Phantom & Killa Sha - The Stylistic (Crooks & Castles Edition)
- 2006: Killah Priest & J-Ronin - A Prelude to the Offering
- 2006: L.I.F.E. Long - Cuts and Collabos Part 2
- 2006: Akir - Legacy
- 2006: Public Enemy - Rebirth of a Nation
- 2006: Dj Dutchmaster & Shuko - The Foundation
- 2006: Dj Cru Cut & Outerspace - The Shut Off Notice
- 2006: Dj GI Joe & DP One - Underworld Vol. 2
- 2006: Dj Next - Back to the Grill, Again
- 2007: Dj F.M. & Sick Symphonies - Street Mixes Vol. 1
- 2007: Dujeous - Game 7
- 2007: Domingo - The Most Underrated
- 2007: C Rayz Walz & Parallel Thought - Chorus Rhyme
- 2007: Diabolic - Foul Play Mixtape
- 2007: JR Ewing - Pure Premium Volume 4
- 2007: Joell Ortiz - The Brick: Bodega Chronicles
- 2007: A-Alikes - The Hustler and the Hunted Pt. 2 Mixtape
- 2007: Killah Priest - The Offering
- 2007: Poison Pen - Pick Your Poison: The Mark of the East
- 2007: Dj GI Joe - Underworld Vol. 3
- 2008: Killah Priest - The Best of Killah Priest e A Prelude to the Offering
- 2008: S.O.U.L. Purpose - The Construction
- 2008: Maya Azucena - Taste This! Ep
- 2008: Poison Pen - Pick Your Poison: Who's the Master?
- 2008: Ill Bill - The Hour of Reprisal
- 2008: Dj Green Lantern - Grand Theft Auto 4 - Liberty City Invasion
- 2008: Dj GI Joe - Underworld Vol. 4
- 2008: ADLM (AfterDinnerLiquidMints) - Fresh Association
- 2009: Ralph Dog - Reckless
- 2009: Thirstin Howl III - Skill Recognize Skill (mixed by J-Love)
- 2009: Sick Jacken - Stray Bullets
- 2009: La Coka Nostra - A Brand You Can Trust
- 2009: Poison Pen - The Money Shot
- 2009: Rockin Squat - Confessions D'un Enfant Du Siècle Volume 2
- 2009: Krazy Race - Chronicles of a Krazy Race
- 2009: KRS-One & Buckshot - Survival Skills
- 2010: King Magnetic - Everything's a Gamble Vol.2
- 2010: Diabolic - Liar & A Thief